# Microcalcarifera arcuata
Microcalcarifera arcuata là một loài bướm đêm trong họ Geometridae.